# Jan Merlin
Pour les articles homonymes, voir Merlin (homonymie).
Ne pas confondre avec le prestidigitateur français Jean Merlin (né en 1944).

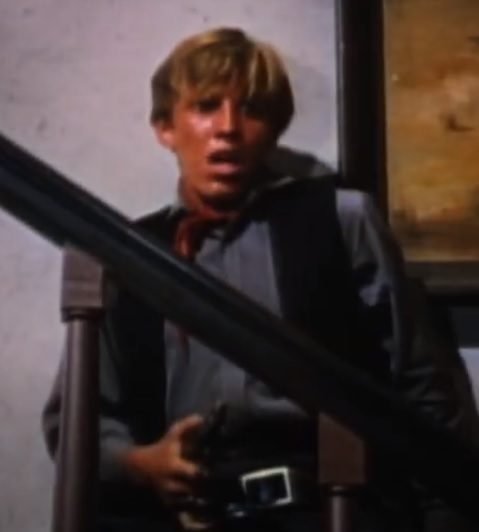
Dans 24 Heures de terreur (1956)

Jan Merlin (nom de scène de Jan Wasylewski), né le 3 avril 1925 à New York (État de New York) et mort le 20 septembre 2019 à Los Angeles (Californie), est un acteur et scénariste américain.

## Biographie
Au cinéma, Jan Merlin contribue à trente-cinq films américains (dont des westerns), depuis Des monstres attaquent la ville de Gordon Douglas (1954, avec James Whitmore et Edmund Gwenn) jusqu'à False Identity (en) de James Keach (1990, avec Stacy Keach et Geneviève Bujold). Dans l'intervalle, mentionnons Le Desperado des plaines de R. G. Springsteen (1958, avec Frank Lovejoy et James Best), Le Californien de Boris Sagal (1964, avec Charles Bronson et Susan Oliver), Prends l'oseille et tire-toi de Woody Allen (1969, avec le réalisateur et Janet Margolin) et L'Odyssée du Hindenburg de Robert Wise (1975, avec George C. Scott et Anne Bancroft).
À la télévision américaine, il apparaît dans soixante-dix-huit séries (dont de western), depuis Tom Corbett Space Cadet (soixante-et-un épisodes, 1950-1955) jusqu'à Le Cavalier solitaire (un épisode, 1991). Entretemps, citons Climax! (trois épisodes, 1955-1957), Laramie (six épisodes, 1960-1963), Mission impossible (deux épisodes, 1969-1971) et Dallas (un épisode, 1989).
S'ajoutent sept téléfilms entre 1955 et 1992, dont Judgment: The Court Martial of Lieutenant William Calley de Stanley Kramer (1975, avec Tony Musante et Harrison Ford).
Enfin, comme scénariste, il collabore au feuilleton Another World (six-cent-quatre-vingt-dix épisodes, 1973-1975).
Jan Merlin meurt en 2019, à 94 ans.

## Filmographie partielle

### Cinéma
- 1954 : Des monstres attaquent la ville (Them!) de Gordon Douglas : l'opérateur radio du SS Viking
- 1955 : Le Pacte des tueurs (Big House U.S.A.) de Howard W. Koch : Tommy
- 1955 : Le Gang des jeunes (Running Wild) d'Abner Biberman : Scotty Cluett
- 1955 : La police était au rendez-vous (Six Bridges to Cross) de Joseph Pevney : Andy Norris
- 1956 : 24 Heures de terreur (A Day of Fury) d'Harmon Jones : Billy Brand
- 1958 : Le Desperado des plaines (Cole Younger, Gunfighter) de R. G. Springsteen : Frank Wittrock
- 1960 : Le Diable dans la peau (Hell Bent for Leaver) de George Sherman : Travers
- 1963 : Duel au Colorado (Gunfight at Comanche Creek) de Frank McDonald : Nielson
- 1963 : Le Dernier de la liste (The List of Adrian Messenger)de John Huston : un homme sifflotant/ un pasteur / un ouvrier
- 1964 : Le Californien (Guns of Diablo) de Boris Sagal : Rance Macklin
- 1966 : La Statue en or massif (The Oscar) de Russell Rouse : Frankie
- 1967 : L'Affaire Al Capone (The St. Valentine's Day Massacre) de Roger Corman : Willie Marks
- 1969 : Prends l'oseille et tire-toi (Take the Money and Run) de Woody Allen : Al
- 1975 : L'Odyssée du Hindenburg (The Hindenburg) de Robert Wise : Speck

### Télévision

#### Séries
Acteur

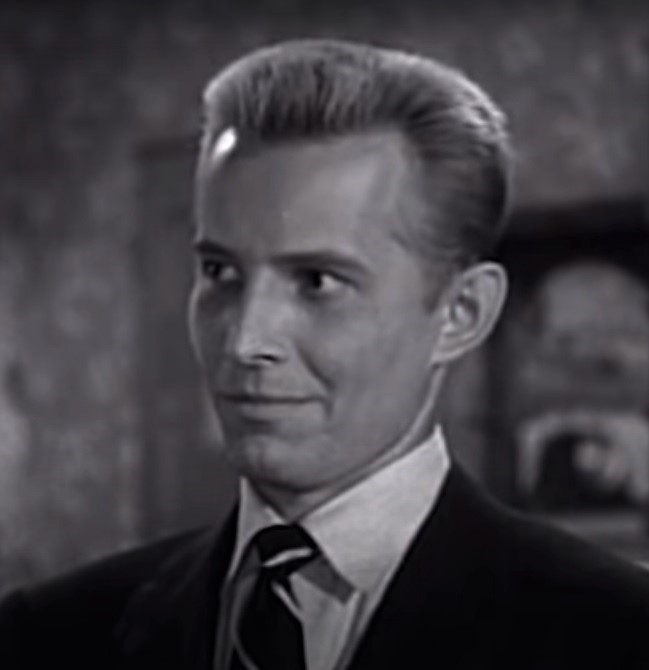
Dans Public Defender, épisode Another World (1955)

- 1950-1955 : Tom Corbett Space Cadet, 61 épisodes : Roger Manning
- 1954 : Badge 714 (Dragnet), saison 4, épisode 18 The Big Rod de Jack Webb : Gregory Moore
- 1955 : Public Defender (en), saison 2, épisode 19 Another World d'Erle C. Kenton : Hans Oberlander
- 1955-1957 : Climax!
  - Saison 1, épisode 30 The Dance (1955) : Joe Cable
  - Saison 3, épisode 8 The Secret Thread (1956) de Jack Smight : Gus
  - Saison 4, épisode 10 Hurricane Diane (1957) : Roy Turner
- 1957 : La Flèche brisée (Broken Arrow), saison 1, épisode 31 Apache Girl de Frank McDonald : Pete Hartley
- 1958-1961 : Perry Mason
  - Saison 1, épisode 37 The Case of the Black-Eyed Blonde (1958) de Roger Kay : Tony Davis
  - Saison 5, épisode 1 The Case of the Jealous Journalist (1961) de John English : Ralph Quentin
- 1959 : Texas John Slaughter, saison 2, épisode 3 Range War at Tombstone de Harry Keller : Robbie
- 1960 : Bat Masterson, saison 3, épisode 10 Last Stop to Austin : Kid Jimmy Fresh
- 1960-1963 : Laramie
  - Saison 2, épisode 3 Three Road West (1960 : Chris) de Lesley Selander,épisode 17 Stolen Tribute (1961 : Clint Wade) de Lesley Selander et épisode 29 Trigger Point (1961 : Jo Jo) de Lesley Selander
  - Saison 3, épisode 27 Trial by Fire (1962) de Joseph Kane : Garth
  - Saison 4, épisode 1 Among the Missing (1963 : Milo Gordon) de Joseph Kane et épisode 4, épisode 19 The Fugitives (1963 : Joel Greevy) de Joseph Kane
- 1962 : Bonanza, Saison 3, épisode18 La Chevauchée de l'honneur (The Ride) : Bill Enders
- 1963 : Rawhide, saison 5, épisode 19 Incident at Crooked Hat : Little Sam Talbot
- 1963 : Les Hommes volants (Ripcord), saison 2, épisode 38 Wrong Way Down
- 1964 : Les Voyages de Jaimie McPheeters (The Travels of Jaimie McPheeters), saison unique, épisode 26 The Day of the Reckoning de Boris Sagal : Rance Macklin
- 1964 : Le Virginien (The Virginian)
  - Saison 2, épisode 20 First to Thine Own Self d'Earl Bellamy : Reese
  - Saison 3, épisode 1 Ryker : Sam Lake
- 1964 : Gunsmoke ou Police des plaines (Gunsmoke ou Mashal Dillon), saison 10, épisode 1 Blue Heaven de Michael O'Herlihy : Ed Sykes
- 1964 : Des agents très spéciaux (The Man from U.N.C.L.E.), saison 1, épisode 13 L'Attaque royale (The King of Knaves Affair) de Michael O'Herlihy : Angel Galley
- 1964-1967 : Voyage au fond des mers (Voyage to the Bottom of the Sea)
  - Saison 1, épisode 12 Aucune issue possible (No Way Out, 1964) de Felix E. Feist : Victor Vail
  - Saison 2, épisode 11 Le Facteur X (The X Factor, 1965) : Henderson
  - Saison 3, épisode 16 Surgis du passé (Death from the Past, 1967) de Jus Addiss : Lieutenant Froelich
- 1965 : Haute Tension (Kraft Suspense Theatre), saison 2, épisodes 12 et 13 In Darkness Waiting (Parts I & II) de Jack Smight : Jon
- 1966 : Le Proscrit (Branded), saison 2, épisode 19 A Destiny Which Made Us Brothers : Jim Darcy
- 1966 : Tarzan, saison 1, épisode 7 Trafic (The Prodigal Puma) de Paul Stanley : Hacker
- 1966 : Combat ! (Combat!)
  - Saison 4, épisode 28 One at a Time de Bernard McEveety : Erich
  - Saison 5, épisode 8 Headcount : Lieutenant Geiben
- 1966 : Le Fugitif (The Fugitive), saison 4, épisode 13 The Blessings of Liberty de Joseph Pevney : Jan Karac
- 1967 : Au cœur du temps (The Time Tunnel), saison unique, épisode 18 Ceux qui viennent des étoiles (Visitors from Beyond the Stars) de Sobey Martin : Centauri
- 1968 : Les Envahisseurs (The Invaders), saison 2, épisode 21 La Recherche de la paix (The Peacemaker) de Robert Day : un postier
- 1968 : L'Homme de fer (Ironside), saison 1, épisode 23 La Dette (Something for Nothing) de Robert Butler : Luther Zahn
- 1968 : Commando Garrison (Garrison's Gorillas), saison unique, épisode 24 La Duchesse (The Frame-Up) : Général Von Rauschnig
- 1969-1971 : Mission impossible (Mission: Impossible)
  - Saison 4, épisode 9 Le Robot (The Robot, 1969) de Reza Badiyi : Capitaine Danko
  - Saison 5, épisode 23 Coup de poker (The Merchant, 1971) : Leon
- 1969-1974 : Sur la piste du crime (The F.B.I.)
  - Saison 5, épisode 9 Blood Tie (1969) de Virgil W. Vogel : Frank Wanderman
  - Saison 8, épisode 14 The Outcast (1972) de Virgil W. Vogel : Andy Clay
  - Saison 9, épisode 20 The Lost Man (1974) : Colfax
- 1970 : Mannix, saison 3, épisode 16 Les Fleurs de la chance (A Chance at the Roses) : Vodich
- 1972 : Sam Cade, saison unique, épisode 18 L'Adieu au passé (Dead Past) : Rennie Lassiter
- 1974 : La Petite Maison dans la prairie (Little House on the Prairie), saison 1, épisode 7 Réceptions (Town Party – Country Party) d'Alf Kjellin : Jon Nordstrom
- 1975 : Baretta, saison 1, épisode 4 Sous haute surveillance (If You Can't Pay the Price…) de Bernard L. Kowalski : Slater
- 1976 : Switch, saison 2, épisode 6 Quicker Than the Eye : Bradner
- 1977 : Voyage dans l'inconnu (Tales of the Unexpected), saison unique, épisode 7 Vie privée (You're Not Alone) : Philip Mitchell
- 1983 : Jake Cutter, saison unique, épisode 19 Le Tueur de l'Orient (Naka Jima Kill) : M. Rhinehold
- 1985 : Riptide, saison 3, épisode 4 Les Chaussettes écossaises (The Bargain Department) de Kim Manners : Hub Wheeler
- 1985 : L'Agence tous risques (The A-Team), saison 4 épisode 9 Qui est qui ? (Mind Games) de Michael O'Herlihy : Colonel Donald Davis
- 1989 : Dallas, saison 13, épisode 7 Un fils tombé du ciel (Fathers and Other Strangers) d'Irving J. Moore : Jacob
- 1991 : Le Cavalier solitaire (Paradise), saison 3, épisode 2 La Prime (The Bounty) : Joe Miller

Scénariste
- 1973-1975 : Another World, feuilleton, 690 épisodes

#### Téléfilms
- 1975 : Judgment: The Court Martial of Lieutenant William Calley de Stanley Kramer : Capitaine Briggs
- 1985 : Covenant (en) de Walter Grauman : Karl
- 1990 : Un mort bien vivant (Buried Alive) de Frank Darabont : l'avocat
- 1990 : After the Shock (en) de Gary Sherman : M. Wallace